# John Oxley
Pour les articles homonymes, voir Oxley.
John Joseph William Molesworth Oxley est un explorateur anglais, né le 1er janvier 1785 à Kirkham Abbey (Yorkshire) et mort le 26 mai 1828.

## Biographie
Il rejoint la Navy en 1799 et voyage en Australie à bord du Buffalo (1802). Il participe alors à une mission topographique à Western Port.
Pendant quelque temps, il est stationné en Tasmanie. Après son service, il regagne la Grande-Bretagne où il demeure jusqu’en 1808 lorsqu'il est mis à la tête d'un transport de bagnards. En 1812, il devient le commissaire général de la Nouvelle-Galles du Sud.
Il explore en mars 1817 les rivières Lachlan et Macquarie avec le botaniste Allan Cunningham (1791-1839). Il fait paraître le récit de son voyage sous le titre Journals of Two Expeditions into the Interior of New South Wales, undertaken by order of the British government in the years 1817-18. En 1818, Oxley explore la région Dubbo. Son journal suggère qu’il atteint cette région le 12 juin 1818 qu’il décrit comme une belle région, bien boisée.
En 1819, il se rend à la baie de Jervis qu’il trouve impropre à la colonisation. En 1823, Oxley suit la côte nord à bord du cotre Mermaid, explore Port Curtis, la baie Moreton et la Tweed River.
En 1824, à nouveau accompagné de Cunningham il explore les rivières Brisbane et Bremer. Il recommande au gouverneur d’établir une colonie dans la baie Moreton qui deviendra plus tard le site de la ville de Brisbane.
Membre du premier conseil représentatif de la Nouvelle-Galles du Sud, directeur de la banque provinciale, il meurt de maladie le 26 mai 1828.